# Музей истории Львовского национального университета имени Ивана Франко
Музей истории Львовского национального университета имени Ивана Франко (укр. Музей історії Львівського національного університету імені Івана Франка) — специализированный музей, посвящённый истории университета во Львове и основанный в 1964 году.

## История
Университетский музей во Львове берёт начало с коллекции портретов ректоров в зале заседаний академического сената. Идея создания современного музея университета возникла в 1961 году по случаю 300-летнего юбилея этого учебного заведения. При университете была создана группа из высококвалифицированных учёных для его формирования, музею было выделено помещение для фондохранилища и экспозиции. Музей открылся 4 ноября 1964 года. Постановлением комиссии Министерства культуры от 25 сентября 1978 года музею истории Львовского университета был присвоен статус «Народного музея».

## Экспозиция
Экспозиция музея подразделяется на несколько коллекций:
- Предпосылки основания университета (кон. XVI-сер. XVII века)[3];
- Львовская академия во времена Речи Посполитой (1661—1773)[4];
- Австрийский период в истории университета (1784—1918)[5];
- Университет между мировыми войнами (1918—1939)[6];
- Советский университет (1939—1990)[7];
- Современное развитие университета[8].

## Фонды
Экспозиция музея посвящена истории и современному состоянию Львовского университета, старейшего непрерывно действующего высшего учебного заведения на территории Украины. Среди экспонатов музея есть дипломы выпускников университета времён Австро-Венгрии, польской власти во Львове и СССР, документы и личные вещи выдающихся людей, рукописи и издания научных трудов, награды заслуженных деятелей образования, науки и культуры, коллективов художественной самодеятельности и спортивных команд, произведения живописи, скульптуры, фотографии, научные приборы и другие предметы, связанные с историей Львовского университета.

## Издания музея
- Львівський національний університет імені Івана Франка. 350 років. Календар. Упорядники Шуст Р. М., Качмар В. М., Гудима Ю. В., Тарнавський Р. Б.. Видавничий центр ЛНУ імені Івана Франка. 2011.
- Львівський національний університет імені Івана Франка. 350. 1661—2011. Ювілейне ілюстроване видання. Упорядники Шуст Р. М., Качмар В. М., Лукавий Ф. П., Гудима Ю. В., Тарнавський Р. Б.. ТзОВ "Дизайн-студія «Папуга». 2011. ‑48 С.
- Encyclopedia. Львівський національний університет імені Івана Франка. У 2‑х т. Т.І: А-К. -Львів: ЛНУ імені Івана Франка, 2011. −716 с. + 112 вкл. І том містить 2562 статті, 1914 ілюстрацій, карту, 4 таблиці. (Гудима Ю. В. — чл. видавничої ради, добір і впорядкування ілюстрацій).